# Pesquisas eleitorais para a eleição presidencial de 2017 no Chile
|                              |                                       |                              |
| Sebastián Piñera Chile Vamos | Alejandro Guillier A Força da Maioria | Beatriz Sánchez Frente Ampla |

## Pesquisas

### Primárias
Em negrito, os vencedores das respectivas primárias segundo os institutos de pesquisa:
| Instituto          | Data de divulgação      | Coalizão     | Candidato 1 | Candidato 1 | Candidato 2   | Candidato 2 | Candidato 3 | Candidato 3 | Candidato 4  | Candidato 4 | Candidato 5 | Candidato 5 | Candidato 6 | Candidato 6 | NS/NR |
| ------------------ | ----------------------- | ------------ | ----------- | ----------- | ------------- | ----------- | ----------- | ----------- | ------------ | ----------- | ----------- | ----------- | ----------- | ----------- | ----- |
| Cadem              | 20 de janeiro de 2017   | Chile Vamos  | S. Piñera   | 36%         | M.J. Ossandón | 16%         | F. Kast     | 4%          | A. Espina    | 1%          | F. Chahuán  | 2%          |             |             | 41%   |
| Cadem              | 20 de janeiro de 2017   | Nova Maioria | A. Guillier | 40%         | C. Goic       | 5%          | R. Lagos    | 10%         | J.M. Insulza | 7%          | F. Atria    | 1%          | J. Tarud    | 1%          | 36%   |
| Criteria Research  | 7 de fevereiro de 2017  | Chile Vamos  | S. Piñera   | 83%         | M.J. Ossandón | 8%          | F. Kast     | 7%          |              |             |             |             |             |             | 2%    |
| Criteria Research  | 7 de fevereiro de 2017  | Nova Maioria | A. Guillier | 73%         | C. Goic       | 5%          | R. Lagos    | 9%          | J.M. Insulza | 7%          |             |             |             |             | 7%    |
| Cadem              | 24 de fevereiro de 2017 | Chile Vamos  | S. Piñera   | 35%         | M.J. Ossandón | 12%         | F. Kast     | 4%          | A. Espina    | 2%          | F. Chahuán  | 2%          |             |             | 11%   |
| Cadem              | 24 de fevereiro de 2017 | Nova Maioria | A. Guillier | 36%         | C. Goic       | 7%          | R. Lagos    | 8%          | J.M. Insulza | 6%          |             |             |             |             | 43%   |
| Criteria Research  | 15 de março de 2017     | Chile Vamos  | S. Piñera   | 71%         | M.J. Ossandón | 12%         | F. Kast     | 12%         |              |             |             |             |             |             | 5%    |
| Criteria Research  | 15 de março de 2017     | Nova Maioria | A. Guillier | 62%         | C. Goic       | 12%         | R. Lagos    | 9%          | J.M. Insulza | 7%          |             |             |             |             | 10%   |
| Criteria Research  | 13 de abril de 2017     | Chile Vamos  | S. Piñera   | 71%         | M.J. Ossandón | 17%         | F. Kast     | 6%          |              |             |             |             |             |             | 6%    |
| Criteria Research  | 13 de abril de 2017     | Frente Ampla | B. Sánchez  | 84%         | A. Mayol      | 4%          | L. Mesina   | 5%          |              |             |             |             |             |             | 7%    |
| Criteria Research  | 13 de abril de 2017     | Nova Maioria | A. Guillier | 70%         | C. Goic       | 15%         | R. Lagos    | 7%          |              |             |             |             |             |             | 8%    |
| Criteria Research  | 17 de maio de 2017      | Chile Vamos  | S. Piñera   | 56%         | M.J. Ossandón | 33%         | F. Kast     | 4%          |              |             |             |             |             |             | 7%    |
| Criteria Research  | 17 de maio de 2017      | Frente Ampla | B. Sánchez  | 90%         | A. Mayol      | 2%          |             |             |              |             |             |             |             |             | 8%    |
| CEP - Abril - Maio | 2 de junho de 2017      | Chile Vamos  | S. Piñera   | 29,1%       | M.J. Ossandón | 12,2%       | F. Kast     | 3,4%        |              |             |             |             |             |             | 55,3% |
| Criteria Research  | 16 de junio de 2017     | Chile Vamos  | S. Piñera   | 64%         | M.J. Ossandón | 24%         | F. Kast     | 7%          |              |             |             |             |             |             | 5%    |
| Criteria Research  | 16 de junio de 2017     | Frente Ampla | B. Sánchez  | 74%         | A. Mayol      | 11%         |             |             |              |             |             |             |             |             | 15%   |

### Pré-candidaturas
2016
| Instituto         | Data                   | S. Piñera | A. Guillier | R. Lagos | M. J. Ossandón | M. E-O | J.M Insulza | L. Farkas | F. Parisi | F. Kast | C. Goic | C. Cuevas | I. Allende | I. Walker | A. Velasco | F. Atria | C. Canelo | Otros | NS/NR |
| ----------------- | ---------------------- | --------- | ----------- | -------- | -------------- | ------ | ----------- | --------- | --------- | ------- | ------- | --------- | ---------- | --------- | ---------- | -------- | --------- | ----- | ----- |
| Adimark           | 4 de agosto de 2016    | 18%       | 5%          | 5%       | 2%             | 3%     |             |           |           |         |         |           | 1%         |           |            |          |           | 18%   | 47%   |
| Cadem             | 5 de agosto de 2016    | 14%       | 1%          | 5%       | 4%             | 2%     |             | 1%        |           |         |         |           | 1%         |           | 2%         |          |           | 7%    | 64%   |
| CEP Jul-Ago       | 19 de agosto de 2016   | 14%       | 1%          | 5%       | 2%             | 3%     | 1%          | 3%        |           |         |         |           | 1%         |           |            |          |           | 7%    | 62%   |
| Cadem             | 26 de agosto de 2016   | 23%       | 4%          | 5%       | 5%             | 2%     |             | 3%        |           |         |         |           |            |           | 1%         |          |           | 4%    | 53%   |
| Cadem             | 9 de setembro de 2016  | 21%       | 9%          | 6%       | 5%             | 4%     |             | 1%        |           |         |         |           | 1%         |           | 1%         |          |           | 10%   | 42%   |
| Cadem             | 16 de setembro de 2016 | 25%       | 13%         | 7%       | 7%             | 2%     |             | 2%        |           |         |         |           | 2%         |           | 1%         |          |           | 10%   | 32%   |
| Cadem             | 23 de setembro de 2016 | 21%       | 10%         | 6%       | 2%             | 2%     |             | 2%        |           |         |         |           | 1%         |           |            |          |           | 9%    | 47%   |
| Cadem             | 30 de setembro de 2016 | 20%       | 12%         | 4%       | 3%             | 3%     |             | 1%        |           |         |         |           | 1%         |           |            |          |           | 7%    | 49%   |
| Cadem             | 7 de outubro de 2016   | 19%       | 9%          | 5%       | 2%             | 2%     |             | 3%        |           |         |         |           | 1%         |           |            |          |           | 6%    | 53%   |
| Cadem             | 14 de outubro de 2016  | 20%       | 8%          | 6%       | 3%             | 2%     |             | 2%        |           |         |         |           | 2%         |           |            |          |           | 8%    | 49%   |
| Cadem             | 21 de outubro de 2016  | 23%       | 7%          | 7%       | 2%             | 3%     |             | 2%        |           |         |         |           | 1%         |           |            |          |           | 8%    | 47%   |
| CERC-Mori         | 27 de outubro de 2016  | 19%       | 11%         | 9%       | 4%             | 4%     | 2%          |           |           |         |         |           | 8%         | 1%        |            |          |           |       | 41%   |
| Cadem             | 28 de outubro de 2016  | 24%       | 10%         | 8%       | 3%             | 3%     |             | 2%        |           |         |         |           | 1%         |           |            |          |           | 7%    | 42%   |
| Adimark           | 3 de novembro de 2016  | 20%       | 15%         | 5%       | 4%             | 5%     | 1%          |           |           | 1%      |         |           | 2%         |           |            |          |           | 10%   | 37%   |
| Cadem             | 4 de novembro de 2016  | 28%       | 14%         | 6%       | 3%             | 2%     |             | 2%        |           |         |         |           | 1%         |           |            |          |           | 6%    | 38%   |
| Cadem             | 11 de novembro de 2016 | 27%       | 17%         | 5%       | 3%             | 2%     |             | 2%        |           | 1%      |         |           |            |           |            |          |           | 5%    | 38%   |
| Cadem             | 18 de novembro de 2016 | 26%       | 16%         | 5%       | 3%             | 2%     |             | 1%        |           |         |         |           |            |           |            |          |           | 6%    | 41%   |
| Cadem             | 25 de novembro de 2016 | 22%       | 17%         | 4%       | 3%             | 2%     | 2%          | 2%        |           | 1%      |         |           |            |           |            |          |           | 4%    | 43%   |
| Adimark           | 1 de dezembro de 2016  | 24%       | 21%         | 7%       | 4%             | 1%     | 1%          |           |           | 1%      | 1%      |           |            |           |            |          |           | 9%    | 31%   |
| Cadem             | 2 de dezembro de 2016  | 24%       | 14%         | 5%       | 5%             | 1%     | 2%          | 2%        | 1%        |         |         |           |            |           |            |          |           | 4%    | 42%   |
| Cadem             | 9 de dezembro de 2016  | 24%       | 14%         | 4%       | 4%             | 1%     | 2%          | 2%        | 1%        | 1%      |         |           |            |           |            |          |           | 3%    | 44%   |
| Criteria Research | 14 de dezembro de 2016 | 29%       | 27%         | 4%       | 5%             | 2%     | 3%          | 10%       | 2%        | 1%      |         |           |            |           |            | 1%       | 1%        | 7%    | 9%    |
| Cadem             | 16 de dezembro de 2016 | 22%       | 18%         | 5%       | 4%             | 1%     | 2%          | 1%        | 1%        |         |         |           |            |           |            |          |           | 5%    | 41%   |
| Cadem             | 23 de dezembro de 2016 | 23%       | 15%         | 6%       | 2%             | 1%     | 1%          | 2%        | 1%        |         |         |           |            |           |            |          |           | 7%    | 42%   |
| CERC-Mori         | 28 de dezembro de 2016 | 23%       | 19%         | 9%       | 5%             | 5%     | 2%          |           |           |         |         | 3%        |            |           |            |          |           |       | 34%   |
| Cadem             | 30 de dezembro de 2016 | 23%       | 19%         | 4%       | 4%             | 1%     | 1%          | 1%        | 1%        |         |         |           |            |           |            |          |           | 4%    | 42%   |
| Adimark           | 5 de janeiro de 2017   | 29%       | 26%         | 5%       | 4%             | 2%     | 1%          |           |           |         |         |           |            |           |            |          |           | 10%   | 23%   |
| CEP Nov- Dez      | 5 de janeiro de 2017   | 20%       | 14%         | 5%       | 2%             | 1%     | 2%          | 2%        |           |         |         |           |            |           |            |          |           | 6%    | 49%   |

2017
| Instituto                      | Data de publicação      | S. Piñera | A. Guillier | B. Sánchez | M. J. Ossandón | F. Kast | C. Goic | A. Mayol | F. Parisi | M. E-O | J.A Kast | A. Navarro | R. Miranda | C. Canelo | R. Lagos | J.M Insulza | L. Farkas | Outros | NS/NR |
| ------------------------------ | ----------------------- | --------- | ----------- | ---------- | -------------- | ------- | ------- | -------- | --------- | ------ | -------- | ---------- | ---------- | --------- | -------- | ----------- | --------- | ------ | ----- |
| Cadem                          | 6 de janeiro de 2017    | 22%       | 18%         |            | 3%             |         |         |          | 2%        | 2%     |          |            |            |           | 3%       | 1%          | 1%        | 4%     | 44%   |
| Criteria Research              | 10 de janeiro de 2017   | 32%       | 27%         |            | 5%             | 1%      |         |          | 2%        | 2%     | 1%       |            |            |           | 2%       | 1%          | 5%        | 17%    | 5%    |
| Cadem                          | 13 de janeiro de 2017   | 23%       | 22%         |            | 2%             |         |         |          | 1%        | 1%     |          |            |            |           | 3%       |             | 1%        | 6%     | 41%   |
| Cadem                          | 20 de janeiro de 2017   | 23%       | 22%         |            | 2%             |         |         |          | 1%        |        |          |            |            |           | 4%       |             | 2%        | 6%     | 40%   |
| Cadem                          | 27 de janeiro de 2017   | 24%       | 18%         |            | 3%             |         |         |          | 2%        |        |          |            |            |           | 2%       |             |           | 6%     | 45%   |
| Adimark                        | 1 de fevereiro de 2017  | 27%       | 28%         |            | 2%             | 1%      | 1%      |          |           | 1%     |          |            |            |           | 5%       | 1%          |           | 9%     | 25%   |
| Cadem                          | 3 de fevereiro de 2017  | 25%       | 20%         |            | 2%             |         |         |          | 1%        | 1%     |          |            |            |           | 2%       |             | 1%        | 5%     | 43%   |
| Criteria Research              | 7 de fevereiro de 2017  | 28%       | 28%         |            | 5%             |         |         |          | 3%        | 1%     |          |            |            |           | 3%       |             | 5%        | 21%    |       |
| Cadem                          | 10 de fevereiro de 2017 | 24%       | 18%         |            | 2%             |         |         |          | 1%        | 1%     |          |            |            |           | 3%       |             | 1%        | 6%     | 44%   |
| Cadem                          | 17 de fevereiro de 2017 | 26%       | 18%         |            | 2%             |         |         |          | 2%        | 1%     |          |            |            |           | 3%       |             | 2%        | 6%     | 40%   |
| Cadem                          | 24 de fevereiro de 2017 | 25%       | 17%         |            | 3%             | 1%      | 1%      |          | 2%        | 1%     |          |            |            |           | 3%       | 1%          | 1%        | 6%     | 39%   |
| Cadem                          | 3 de março de 2017      | 25%       | 17%         |            | 3%             |         |         |          | 2%        | 1%     |          |            |            |           | 3%       | 1%          | 1%        | 4%     | 43%   |
| Adimark                        | 3 de março de 2017      | 29%       | 25%         |            | 2%             | 1%      | 1%      |          | 2%        | 1%     | 1%       |            |            |           | 4%       | 1%          | 1%        | 8%     | 25%   |
| Cadem                          | 10 de março de 2017     | 26%       | 17%         |            | 4%             | 1%      | 1%      |          | 2%        | 1%     |          |            |            |           | 2%       | 1%          | 1%        | 4%     | 40%   |
| Cadem                          | 17 de fevereiro de 2017 | 24%       | 16%         |            | 3%             | 1%      | 2%      | 1%       | 1%        | 1%     |          |            |            |           | 2%       | 1%          |           | 6%     | 42%   |
| Criteria Research              | 15 de março de 2017     | 23%       | 25%         |            | 4%             |         |         |          | 5%        | 3%     |          |            |            |           | 7%       |             |           |        | 33%   |
| Cadem                          | 24 de março de 2017     | 25%       | 15%         | 2%         | 3%             | 1%      | 3%      |          | 1%        | 1%     |          |            |            |           | 3%       |             |           | 4%     | 42%   |
| Cadem                          | 31 de março de 2017     | 24%       | 16%         | 4%         | 3%             | 1%      | 2%      |          | 1%        | 1%     |          |            |            |           | 4%       |             |           | 4%     | 40%   |
| Adimark                        | 3 de abril de 2017      | 27%       | 23%         | 2%         | 4%             | 1%      | 2%      |          |           | 2%     |          |            |            |           | 3%       | 1%          |           | 6%     | 29%   |
| Cadem                          | 7 de abril de 2017      | 26%       | 15%         | 6%         | 3%             |         | 1%      |          | 2%        | 2%     |          |            |            |           | 3%       |             |           | 3%     | 39%   |
| Criteria Research              | 13 de abril de 2017     | 33%       | 18%         | 11%        | 4%             |         |         |          | 6%        | 2%     |          |            |            |           | 2%       |             |           | 24%    |       |
| Cadem                          | 13 de abril de 2017     | 24%       | 17%         | 6%         | 3%             |         | 2%      |          | 2%        | 1%     |          |            |            |           | 1%       |             |           | 3%     | 41%   |
| CERC-Mori                      | 20 de abril de 2017     | 26%       | 14%         | 4%         | 4%             | 1%      | 2%      |          |           | 3%     |          |            |            |           | 7%       | 2%          |           |        | 37%   |
| Cadem                          | 21 de abril de 2017     | 23%       | 17%         | 6%         | 4%             | 1%      | 2%      |          | 1%        |        |          |            |            |           |          |             |           | 4%     | 42%   |
| Cadem                          | 28 de abril de 2017     | 22%       | 16%         | 6%         | 4%             | 1%      | 2%      |          | 3%        |        | 1%       |            |            |           |          |             |           | 4%     | 41%   |
| Adimark                        | 2 de maio de 2017       | 24%       | 19%         | 11%        | 2%             | 1%      | 2%      |          | 3%        |        |          |            |            |           | 3%       |             |           | 6%     | 29%   |
| Cadem                          | 5 de maio de 2017       | 24%       | 15%         | 8%         | 4%             | 1%      | 3%      |          | 2%        | 1%     |          |            |            |           |          |             |           | 4%     | 38%   |
| Cadem                          | 12 de maio de 2017      | 24%       | 15%         | 9%         | 4%             | 1%      | 3%      |          | 1%        | 1%     |          |            |            |           |          |             |           | 3%     | 39%   |
| Criteria Research (Espontânea) | 17 de maio de 2017      | 30%       | 18%         | 17%        | 9%             |         |         |          | 5%        |        |          |            |            |           |          |             |           | 15%    | 7%    |
| Criteria Research (Estimulada) | 17 de maio de 2017      | 33%       | 19%         | 21%        |                |         | 3%      |          | 6%        | 3%     | 3%       |            | 1%         |           |          |             |           |        | 12%   |
| Cadem                          | 19 de maio de 2017      | 26%       | 14%         | 8%         | 4%             | 1%      | 3%      |          | 2%        | 1%     | 1%       |            |            |           |          |             |           | 4%     | 36%   |
| Cadem                          | 26 de maio de 2017      | 24%       | 13%         | 9%         | 4%             |         | 3%      | 1%       | 2%        | 1%     |          |            |            |           |          |             |           | 4%     | 39%   |
| Adimark                        | 1 de junho de 2017      | 25%       | 21%         | 11%        | 4%             | 1%      | 3%      |          | 1%        | 2%     |          |            |            | 1%        | 1%       |             |           | 4%     | 26%   |
| CEP (Abril - Maio)             | 2 de junho de 2017      | 23,7%     | 12,8%       | 4,8%       | 5,4%           |         | 2,1%    |          |           | 1,5%   |          |            |            |           | 1,5%     |             |           | 6,6%   | 41,9% |
| Cadem                          | 2 de junho de 2017      | 24%       | 14%         | 10%        | 4%             | 1%      | 2%      |          | 1%        | 1%     |          |            |            |           |          |             |           | 5%     | 38%   |
| Cadem                          | 9 de junho de 2017      | 25%       | 13%         | 9%         | 5%             | 1%      | 1%      | 1%       |           |        |          |            |            |           |          |             |           | 5%     | 40%   |
| Criteria Research (Espontânea) | 16 de junho de 2017     | 29%       | 17%         | 12%        | 6%             |         | 6%      |          |           |        |          |            |            |           |          |             |           | 19%    | 10%   |
| Criteria Research (Estimulada) | 16 de junho de 2017     | 36%       | 19%         | 18%        |                |         | 6%      |          |           | 5%     | 2%       |            | 1%         |           |          |             |           |        | 13%   |
| Cadem                          | 16 de junho de 2017     | 25%       | 13%         | 9%         | 6%             | 2%      | 2%      | 2%       | 1%        | 1%     |          |            |            |           |          |             |           | 5%     | 34%   |
| Cadem                          | 23 de junho de 2017     | 24%       | 12%         | 9%         | 6%             | 3%      | 2%      | 3%       | 1%        |        |          |            |            |           |          |             |           | 6%     | 34%   |
| Cadem                          | 30 de junho de 2017     | 22%       | 9%          | 11%        | 7%             | 5%      | 1%      | 3%       | 1%        | 1%     | 1%       |            |            |           |          |             |           | 4%     | 35%   |
| Adimark                        | 3 de julho de 2017      | 31%       | 15%         | 13%        | 4%             | 3%      | 2%      | 3%       | 1%        | 1%     | 1%       |            |            |           |          |             |           | 3%     | 23%   |
| CERC-Mori                      | 3 de julho de 2017      | 26%       | 18%         | 10%        | 4%             | 1%      | 5%      | 1%       |           | 2%     |          | 1%         |            |           |          |             |           |        | 32%   |
| Cadem(Espontanea)              | 10 de julho de 2017     | 30%       | 9%          | 15%        | 2%             | 1%      | 1%      |          | 1%        |        | 1%       |            |            |           |          |             |           | 5%     | 35%   |

### Primeiro Turno
| Instituto                              | Data                   | S. Piñera | A. Guillier | B. Sanchez | C. Goic | J.A Kast | M. E-O | A. Navarro | E. Artés | F. Parisi | Otros | NS/NR |
| -------------------------------------- | ---------------------- | --------- | ----------- | ---------- | ------- | -------- | ------ | ---------- | -------- | --------- | ----- | ----- |
| Cadem (Total)                          | 10 de julho de 2017    | 30%       | 13%         | 21%        | 3%      | 3%       | 2%     |            |          | 4%        |       | 24%   |
| Cadem (Comparecimento 45%)             | 10 de julho de 2017    | 38%       | 16%         | 26%        | 3%      | 4%       | 2%     |            |          | 3%        |       | 8%    |
| Cadem (Comparecimento 54%)             | 10 de julho de 2017    | 39%       | 15%         | 25%        | 3%      | 5%       | 2%     |            |          | 3%        |       | 8%    |
| Cadem (Total)                          | 17 de julho de 2017    | 30%       | 15%         | 19%        | 2%      | 4%       | 2%     |            |          | 2%        |       | 26%   |
| Cadem (Comparecimento 45%)             | 17 de julho de 2017    | 40%       | 20%         | 23%        | 2%      | 4%       | 2%     |            |          | 3%        |       | 6%    |
| Cadem (Total)                          | 24 de julho de 2017    | 31%       | 16%         | 16%        | 2%      | 4%       | 3%     |            |          | 3%        |       | 25%   |
| Cadem (Comparecimento 44%)             | 24 de julho de 2017    | 40%       | 21%         | 21%        | 2%      | 4%       | 2%     |            |          | 2%        |       | 8%    |
| Criteria Research                      | 27 de julho de 2017    | 38%       | 14%         | 23%        | 5%      | 3%       | 5%     |            |          | 5%        |       | 7%    |
| Cadem (Total)                          | 28 de julho de 2017    | 32%       | 15%         | 17%        | 3%      | 3%       | 4%     |            |          | 2%        |       | 24%   |
| Cadem (Comparecimento 43%)             | 28 de julho de 2017    | 42%       | 22%         | 19%        | 3%      | 5%       | 4%     |            |          | 1%        |       | 4%    |
| Adimark (Total)                        | 2 de agosto de 2017    | 32%       | 16%         | 17%        | 1%      | 1%       | 1%     |            |          | 1%        | 9%    | 22%   |
| Adimark (Comparecimento 52%)           | 2 de agosto de 2017    | 39%       | 21%         | 20%        | 1%      | 1%       | 1%     |            |          | 1%        | 6%    | 10%   |
| Cadem (Total)                          | 4 de agosto de 2017    | 30%       | 15%         | 18%        | 5%      | 3%       | 2%     |            |          | 3%        |       | 24%   |
| Cadem (Comparecimento 43%)             | 4 de agosto de 2017    | 40%       | 20%         | 20%        | 6%      | 3%       | 2%     |            |          | 1%        |       | 2%    |
| Cadem (Total)                          | 11 de agosto de 2017   | 31%       | 18%         | 16%        | 4%      | 4%       | 4%     |            |          |           |       | 23%   |
| Cadem (Comparecimento 43%)             | 11 de agosto de 2017   | 40%       | 21%         | 19%        | 5%      | 5%       | 2%     |            |          |           |       | 8%    |
| Cadem (Comparecimento 52%)             | 11 de agosto de 2017   | 39%       | 20%         | 18%        | 6%      | 5%       | 2%     |            |          |           |       | 10%   |
| Cadem (Total)                          | 18 de agosto de 2017   | 33%       | 17%         | 14%        | 4%      | 5%       | 3%     |            |          |           |       | 24%   |
| Cadem (Comparecimento 45%)             | 18 de agosto de 2017   | 44%       | 20%         | 16%        | 5%      | 5%       | 2%     |            |          |           |       | 8%    |
| Criteria Research                      | 23 de agosto de 2017   | 35%       | 17%         | 22%        | 5%      | 6%       | 3%     |            |          |           |       | 12%   |
| Criteria Research (Comparecimento 45%) | 23 de agosto de 2017   | 38%       | 18%         | 22%        | 8%      | 9%       | 2%     |            |          |           |       | 3%    |
| Cadem (Total)                          | 25 de agosto de 2017   | 33%       | 13%         | 15%        | 3%      | 3%       | 5%     | 0%         | 0%       |           |       | 28%   |
| Cadem (Comparecimento 43%)             | 25 de agosto de 2017   | 43%       | 18%         | 18%        | 5%      | 4%       | 3%     | 0%         | 0%       |           |       | 9%    |
| Cadem (Total)                          | 1 de setembro de 2017  | 33%       | 13%         | 13%        | 4%      | 3%       | 3%     | 0%         | 0%       |           |       | 31%   |
| Cadem (Comparecimento 45%)             | 1 de setembro de 2017  | 43%       | 19%         | 14%        | 5%      | 4%       | 4%     | 0%         | 0%       |           |       | 11%   |
| Cadem (Total)                          | 11 de setembro de 2017 | 35%       | 16%         | 14%        | 3%      | 3%       | 2%     | 1%         | 1%       |           |       | 25%   |
| Cadem (Comparecimento 47%)             | 11 de setembro de 2017 | 42%       | 18%         | 17%        | 4%      | 4%       | 1%     | 1%         | 1%       |           |       | 12%   |
| Cadem (Total)                          | 20 de setembro de 2017 | 35%       | 16%         | 14%        | 4%      | 3%       | 3%     | 1%         | 1%       |           |       | 23%   |
| Cadem (Comparecimento 46%)             | 20 de setembro de 2017 | 41%       | 22%         | 15%        | 6%      | 3%       | 2%     | 0%         | 0%       |           |       | 11%   |
| Cadem (Total)                          | 25 de setembro de 2017 | 34%       | 15%         | 15%        | 3%      | 3%       | 4%     | 0%         | 0%       |           |       | 26%   |
| Cadem (Comparecimento 48%)             | 25 de setembro de 2017 | 43%       | 19%         | 16%        | 4%      | 4%       | 3%     | 0%         | 0%       |           |       | 11%   |
| Cadem (Total)                          | 2 de outubro de 2017   | 34%       | 18%         | 12%        | 4%      | 3%       | 2%     | 1%         | 0%       |           |       | 26%   |
| Cadem (Comparecimento 50%)             | 2 de outubro de 2017   | 44%       | 23%         | 13%        | 4%      | 4%       | 3%     | 1%         | 0%       |           |       | 8%    |
| Cadem (Total)                          | 9 de outubro de 2017   | 35%       | 15%         | 11%        | 3%      | 4%       | 3%     | 0%         | 0%       |           |       | 29%   |
| Cadem (Comparecimento 49%)             | 9 de outubro de 2017   | 45%       | 21%         | 12%        | 3%      | 5%       | 3%     | 0%         | 0%       |           |       | 11%   |
| Cadem (Total)                          | 16 de outubro de 2017  | 34%       | 15%         | 12%        | 4%      | 4%       | 4%     | 0%         | 0%       |           |       | 27%   |
| Cadem (Comparecimento 48%)             | 16 de outubro de 2017  | 43%       | 20%         | 13%        | 4%      | 5%       | 4%     | 0%         | 0%       |           |       | 11%   |
| Cadem (Total)                          | 23 de outubro de 2017  | 33%       | 15%         | 12%        | 4%      | 4%       | 3%     | 1%         | 0%       |           |       | 28%   |
| Cadem (Comparecimento 48%)             | 23 de outubro de 2017  | 42%       | 21%         | 13%        | 5%      | 5%       | 3%     | 1%         | 0%       |           |       | 10%   |
| Cadem (Total)                          | 30 de outubro de 2017  | 33%       | 17%         | 12%        | 3%      | 4%       | 4%     | 0%         | 0%       |           |       | 27%   |
| Cadem (Comparecimento 50%)             | 30 de outubro de 2017  | 42%       | 21%         | 14%        | 4%      | 5%       | 4%     | 0%         | 0%       |           |       | 10%   |
| Cadem (Total)                          | 3 de novembro de 2017  | 33%       | 16%         | 11%        | 4%      | 5%       | 5%     | 0,5%       | 0,5%     |           |       | 25%   |
| Cadem (Comparecimento 48%)             | 3 de novembro de 2017  | 42%       | 20%         | 13%        | 5%      | 6%       | 6%     | 0,5%       | 0,5%     |           |       | 7%    |
| Cadem (Votos Válidos)                  | 3 de novembro de 2017  | 45%       | 23%         | 14%        | 6%      | 6%       | 5%     | 0,5%       | 0,5%     |           |       |       |

### Segundo Turno
| Instituto                              | Data                   | Candidato Chile Vamos | Candidato Chile Vamos | Candidato Nova Maioria | Candidato Nova Maioria | Candidato Frente Ampla | Candidato Frente Ampla | Candidatos de outras coalizões | Candidatos de outras coalizões | NS/NR |
| -------------------------------------- | ---------------------- | --------------------- | --------------------- | ---------------------- | ---------------------- | ---------------------- | ---------------------- | ------------------------------ | ------------------------------ | ----- |
| Cadem                                  | 9 de setembro de 2016  | Sebastián Piñera      | 42%                   | Ricardo Lagos          | 24%                    |                        |                        |                                |                                | 4%    |
| Cadem                                  | 9 de setembro de 2016  | Sebastián Piñera      | 41%                   | Alejandro Guillier     | 34%                    |                        |                        |                                |                                | 3%    |
| Cadem                                  | 9 de setembro de 2016  | Sebastián Piñera      | 43%                   | Isabel Allende         | 26%                    |                        |                        |                                |                                | 3%    |
| Cadem                                  | 9 de setembro de 2016  | Sebastián Piñera      | 42%                   | José Miguel Insulza    | 24%                    |                        |                        |                                |                                | 3%    |
| CERC-Mori                              | 27 de agosto de 2016   | Sebastián Piñera      | 28%                   | Ricardo Lagos          | 23%                    |                        |                        |                                |                                | 49%   |
| CERC-Mori                              | 27 de agosto de 2016   | Sebastián Piñera      | 26%                   | Alejandro Guillier     | 28%                    |                        |                        |                                |                                | 46%   |
| Criteria Research                      | 19 de novembro de 2016 | Sebastián Piñera      | 43%                   | Alejandro Guillier     | 42%                    |                        |                        |                                |                                | 14%   |
| Criteria Research                      | 14 de dezembro de 2016 | Sebastián Piñera      | 39%                   | Alejandro Guillier     | 42%                    |                        |                        |                                |                                | 18%   |
| CERC-Mori                              | 28 de dezembro de 2016 | Sebastián Piñera      | 30%                   | Alejandro Guillier     | 35%                    |                        |                        |                                |                                | 35%   |
| CERC-Mori                              | 28 de dezembro de 2016 | Sebastián Piñera      | 33%                   | Ricardo Lagos          | 23%                    |                        |                        |                                |                                | 44%   |
| Criteria Research                      | 10 de janeiro de 2017  | Sebastián Piñera      | 41%                   | Alejandro Guillier     | 42%                    |                        |                        |                                |                                | 17%   |
| Criteria Research                      | 10 de janeiro de 2017  | Manuel José Ossandón  | 22%                   | Alejandro Guillier     | 48%                    |                        |                        |                                |                                | 31%   |
| Criteria Research                      | 10 de janeiro de 2017  | Sebastián Piñera      | 51%                   | Ricardo Lagos          | 12%                    |                        |                        |                                |                                | 37%   |
| Criteria Research                      | 10 de janeiro de 2017  | Sebastián Piñera      | 50%                   | José Miguel Insulza    | 17%                    |                        |                        |                                |                                | 34%   |
| Criteria Research                      | 10 de janeiro de 2017  | Manuel José Ossandón  | 31%                   | Ricardo Lagos          | 18%                    |                        |                        |                                |                                | 52%   |
| Criteria Research                      | 10 de janeiro de 2017  | Manuel José Ossandón  | 31%                   | José Miguel Insulza    | 17%                    |                        |                        |                                |                                | 53%   |
| Criteria Research                      | 15 de março de 2017    | Sebastián Piñera      | 40%                   | Alejandro Guillier     | 43%                    |                        |                        |                                |                                | 17%   |
| Criteria Research                      | 15 de março de 2017    | Manuel José Ossandón  | 20%                   | Alejandro Guillier     | 47%                    |                        |                        |                                |                                | 33%   |
| Criteria Research                      | 15 de março de 2017    | Sebastián Piñera      | 45%                   | Ricardo Lagos          | 13%                    |                        |                        |                                |                                | 42%   |
| Criteria Research                      | 15 de março de 2017    | Sebastián Piñera      | 45%                   | Carolina Goic          | 13%                    |                        |                        |                                |                                | 42%   |
| Criteria Research                      | 15 de março de 2017    | Sebastián Piñera      | 44%                   | José Miguel Insulza    | 18%                    |                        |                        |                                |                                | 38%   |
| Criteria Research                      | 13 de abril de 2017    | Sebastián Piñera      | 41%                   | Alejandro Guillier     | 37%                    |                        |                        |                                |                                | 22%   |
| Criteria Research                      | 13 de abril de 2017    | Sebastián Piñera      | 43%                   |                        |                        | Beatriz Sánchez        | 32%                    |                                |                                | 26%   |
| Criteria Research                      | 13 de abril de 2017    | Sebastián Piñera      | 45%                   | Ricardo Lagos          | 13%                    |                        |                        |                                |                                | 42%   |
| Criteria Research                      | 13 de abril de 2017    | Sebastián Piñera      | 45%                   | Carolina Goic          | 18%                    |                        |                        |                                |                                | 37%   |
| CERC-Mori                              | 20 de abril de 2017    | Sebastián Piñera      | 32%                   | Alejandro Guillier     | 33%                    |                        |                        |                                |                                | 12%   |
| CERC-Mori                              | 20 de abril de 2017    | Sebastián Piñera      | 33%                   | Carolina Goic          | 18%                    |                        |                        |                                |                                | 15%   |
| CERC-Mori                              | 20 de abril de 2017    | Sebastián Piñera      | 35%                   |                        |                        |                        |                        | Alejandro Navarro              | 10%                            | 16%   |
| Criteria Research                      | 17 de maio de 2017     | Sebastián Piñera      | 41%                   | Alejandro Guillier     | 40%                    |                        |                        |                                |                                | 19%   |
| Criteria Research                      | 17 de maio de 2017     | Sebastián Piñera      | 41%                   |                        |                        | Beatriz Sánchez        | 42%                    |                                |                                | 17%   |
| Criteria Research                      | 17 de maio de 2017     | Sebastián Piñera      | 43%                   | Carolina Goic          | 22%                    |                        |                        |                                |                                | 35%   |
| CEP (Abril - Maio)                     | 2 de junho de 2017     | Sebastián Piñera      | 36%                   | Carolina Goic          | 14,2%                  |                        |                        |                                |                                | 49,8% |
| CEP (Abril - Maio)                     | 2 de junho de 2017     | Sebastián Piñera      | 32,9%                 | Alejandro Guillier     | 28,7%                  |                        |                        |                                |                                | 38,4% |
| Criteria Research                      | 16 de junho de 2017    | Sebastián Piñera      | 43%                   | Alejandro Guillier     | 40%                    |                        |                        |                                |                                | 17%   |
| Criteria Research                      | 16 de junho de 2017    | Sebastián Piñera      | 45%                   |                        |                        | Beatriz Sánchez        | 33%                    |                                |                                | 22%   |
| Criteria Research                      | 16 de junho de 2017    | Sebastián Piñera      | 42%                   | Carolina Goic          | 27%                    |                        |                        |                                |                                | 31%   |
| CERC-Mori                              | 3 de julho de 2017     | Sebastián Piñera      | 32%                   | Alejandro Guillier     | 35%                    |                        |                        |                                |                                | 10%   |
| CERC-Mori                              | 3 de julho de 2017     | Sebastián Piñera      | 33%                   | Carolina Goic          | 23%                    |                        |                        |                                |                                | 14%   |
| CERC-Mori                              | 3 de julho de 2017     | Sebastián Piñera      | 33%                   |                        |                        | Beatriz Sánchez        | 26%                    |                                |                                | 13%   |
| Criteria Research                      | 27 de julho de 2017    | Sebastián Piñera      | 45%                   | Alejandro Guillier     | 37%                    |                        |                        |                                |                                | 18%   |
| Criteria Research                      | 27 de julho de 2017    | Sebastián Piñera      | 45%                   |                        |                        | Beatriz Sánchez        | 42%                    |                                |                                | 13%   |
| Criteria Research                      | 27 de julho de 2017    | Sebastián Piñera      | 45%                   | Carolina Goic          | 24%                    |                        |                        |                                |                                | 31%   |
| Criteria Research                      | 27 de julho de 2017    | Sebastián Piñera      | 47%                   |                        |                        |                        |                        | Marco Enríquez-Ominami         | 27%                            | 26%   |
| Cadem (Total)                          | 28 de julho de 2017    | Sebastián Piñera      | 39%                   |                        |                        | Beatriz Sánchez        | 35%                    |                                |                                | 26%   |
| Cadem (Total)                          | 28 de julho de 2017    | Sebastián Piñera      | 39%                   | Alejandro Guillier     | 31%                    |                        |                        |                                |                                | 30%   |
| Cadem (Total)                          | 28 de julho de 2017    | Sebastián Piñera      | 40%                   | Carolina Goic          | 22%                    |                        |                        |                                |                                | 38%   |
| Cadem (Comparecimento 43%)             | 28 de julho de 2017    | Sebastián Piñera      | 48%                   |                        |                        | Beatriz Sánchez        | 42%                    |                                |                                | 10%   |
| Cadem (Comparecimento 43%)             | 28 de julho de 2017    | Sebastián Piñera      | 49%                   | Alejandro Guillier     | 39%                    |                        |                        |                                |                                | 12%   |
| Cadem (Comparecimento 43%)             | 28 de julho de 2017    | Sebastián Piñera      | 50%                   | Carolina Goic          | 27%                    |                        |                        |                                |                                | 23%   |
| Criteria Research (Comparecimento 45%) | 23 de agosto de 2017   | Sebastián Piñera      | 48%                   |                        |                        | Beatriz Sánchez        | 41%                    |                                |                                | 11%   |
| Criteria Research (Comparecimento 45%) | 23 de agosto de 2017   | Sebastián Piñera      | 46%                   | Alejandro Guillier     | 38%                    |                        |                        |                                |                                | 16%   |
| Criteria Research (Comparecimento 45%) | 23 de agosto de 2017   | Sebastián Piñera      | 48%                   | Carolina Goic          | 33%                    |                        |                        |                                |                                | 19%   |
| Criteria Research (Comparecimento 45%) | 23 de agosto de 2017   | Sebastián Piñera      | 49%                   |                        |                        |                        |                        | Marco Enríquez-Ominami         | 25%                            | 26%   |
| Cadem (Total)                          | 25 de agosto de 2017   | Sebastián Piñera      | 40%                   |                        |                        | Beatriz Sánchez        | 33%                    |                                |                                | 27%   |
| Cadem (Total)                          | 25 de agosto de 2017   | Sebastián Piñera      | 40%                   | Alejandro Guillier     | 33%                    |                        |                        |                                |                                | 27%   |
| Cadem (Total)                          | 25 de agosto de 2017   | Sebastián Piñera      | 41%                   | Carolina Goic          | 24%                    |                        |                        |                                |                                | 35%   |
| Cadem (Total)                          | 25 de agosto de 2017   | Sebastián Piñera      | 42%                   |                        |                        |                        |                        | Marco Enríquez-Ominami         | 22%                            | 36%   |
| Cadem (Comparecimento 44%)             | 25 de agosto de 2017   | Sebastián Piñera      | 50%                   |                        |                        | Beatriz Sánchez        | 39%                    |                                |                                | 11%   |
| Cadem (Comparecimento 44%)             | 25 de agosto de 2017   | Sebastián Piñera      | 49%                   | Alejandro Guillier     | 37%                    |                        |                        |                                |                                | 14%   |
| Cadem (Comparecimento 44%)             | 25 de agosto de 2017   | Sebastián Piñera      | 51%                   | Carolina Goic          | 27%                    |                        |                        |                                |                                | 22%   |
| Cadem (Comparecimento 44%)             | 25 de agosto de 2017   | Sebastián Piñera      | 53%                   |                        |                        |                        |                        | Marco Enríquez-Ominami         | 24%                            | 23%   |
| Cadem (Total)                          | 2 de outubro de 2017   | Sebastián Piñera      | 42%                   |                        |                        | Beatriz Sánchez        | 33%                    |                                |                                | 26%   |
| Cadem (Total)                          | 2 de outubro de 2017   | Sebastián Piñera      | 42%                   | Alejandro Guillier     | 32%                    |                        |                        |                                |                                | 26%   |
| Cadem (Total)                          | 2 de outubro de 2017   | Sebastián Piñera      | 43%                   | Carolina Goic          | 23%                    |                        |                        |                                |                                | 34%   |
| Cadem (Total)                          | 2 de outubro de 2017   | Sebastián Piñera      | 44%                   |                        |                        |                        |                        | Marco Enríquez-Ominami         | 21%                            | 35%   |
| Cadem (Comparecimento 47%)             | 2 de outubro de 2017   | Sebastián Piñera      | 50%                   |                        |                        | Beatriz Sánchez        | 36%                    |                                |                                | 14%   |
| Cadem (Comparecimento 47%)             | 2 de outubro de 2017   | Sebastián Piñera      | 50%                   | Alejandro Guillier     | 38%                    |                        |                        |                                |                                | 12%   |
| Cadem (Comparecimento 47%)             | 2 de outubro de 2017   | Sebastián Piñera      | 51%                   | Carolina Goic          | 28%                    |                        |                        |                                |                                | 21%   |
| Cadem (Comparecimento 47%)             | 2 de outubro de 2017   | Sebastián Piñera      | 52%                   |                        |                        |                        |                        | Marco Enríquez-Ominami         | 24%                            | 24%   |
| Cadem (Total)                          | 9 de outubro de 2017   | Sebastián Piñera      | 44%                   |                        |                        | Beatriz Sánchez        | 29%                    |                                |                                | 27%   |
| Cadem (Total)                          | 9 de outubro de 2017   | Sebastián Piñera      | 44%                   | Alejandro Guillier     | 30%                    |                        |                        |                                |                                | 26%   |
| Cadem (Total)                          | 9 de outubro de 2017   | Sebastián Piñera      | 44%                   | Carolina Goic          | 22%                    |                        |                        |                                |                                | 34%   |
| Cadem (Total)                          | 9 de outubro de 2017   | Sebastián Piñera      | 45%                   |                        |                        |                        |                        | Marco Enríquez-Ominami         | 20%                            | 35%   |
| Cadem (Total)                          | 9 de outubro de 2017   | Sebastián Piñera      | 43%                   |                        |                        |                        |                        | José Antonio Kast              | 13%                            | 44%   |
| Cadem (Comparecimento 49%)             | 9 de outubro de 2017   | Sebastián Piñera      | 54%                   |                        |                        | Beatriz Sánchez        | 32%                    |                                |                                | 14%   |
| Cadem (Comparecimento 49%)             | 9 de outubro de 2017   | Sebastián Piñera      | 53%                   | Alejandro Guillier     | 34%                    |                        |                        |                                |                                | 13%   |
| Cadem (Comparecimento 49%)             | 9 de outubro de 2017   | Sebastián Piñera      | 55%                   | Carolina Goic          | 25%                    |                        |                        |                                |                                | 20%   |
| Cadem (Comparecimento 49%)             | 9 de outubro de 2017   | Sebastián Piñera      | 56%                   |                        |                        |                        |                        | Marco Enríquez-Ominami         | 22%                            | 22%   |
| Cadem (Comparecimento 49%)             | 9 de outubro de 2017   | Sebastián Piñera      | 54%                   |                        |                        |                        |                        | José Antonio Kast              | 13%                            | 33%   |
| Cadem (Total)                          | 16 de outubro de 2017  | Sebastián Piñera      | 42%                   |                        |                        | Beatriz Sánchez        | 29%                    |                                |                                | 29%   |
| Cadem (Total)                          | 16 de outubro de 2017  | Sebastián Piñera      | 42%                   | Alejandro Guillier     | 31%                    |                        |                        |                                |                                | 27%   |
| Cadem (Total)                          | 16 de outubro de 2017  | Sebastián Piñera      | 43%                   | Carolina Goic          | 23%                    |                        |                        |                                |                                | 34%   |
| Cadem (Total)                          | 16 de outubro de 2017  | Sebastián Piñera      | 43%                   |                        |                        |                        |                        | Marco Enríquez-Ominami         | 21%                            | 36%   |
| Cadem (Total)                          | 16 de outubro de 2017  | Sebastián Piñera      | 42%                   |                        |                        |                        |                        | José Antonio Kast              | 14%                            | 44%   |
| Cadem (Comparecimento 48%)             | 16 de outubro de 2017  | Sebastián Piñera      | 53%                   |                        |                        | Beatriz Sánchez        | 33%                    |                                |                                | 14%   |
| Cadem (Comparecimento 48%)             | 16 de outubro de 2017  | Sebastián Piñera      | 51%                   | Alejandro Guillier     | 36%                    |                        |                        |                                |                                | 13%   |
| Cadem (Comparecimento 48%)             | 16 de outubro de 2017  | Sebastián Piñera      | 51%                   | Carolina Goic          | 27%                    |                        |                        |                                |                                | 22%   |
| Cadem (Comparecimento 48%)             | 16 de outubro de 2017  | Sebastián Piñera      | 54%                   |                        |                        |                        |                        | Marco Enríquez-Ominami         | 22%                            | 24%   |
| Cadem (Comparecimento 48%)             | 16 de outubro de 2017  | Sebastián Piñera      | 50%                   |                        |                        |                        |                        | José Antonio Kast              | 14%                            | 36%   |
| Cadem (Total)                          | 23 de outubro de 2017  | Sebastián Piñera      | 39%                   |                        |                        | Beatriz Sánchez        | 31%                    |                                |                                | 30%   |
| Cadem (Total)                          | 23 de outubro de 2017  | Sebastián Piñera      | 39%                   | Alejandro Guillier     | 33%                    |                        |                        |                                |                                | 28%   |
| Cadem (Total)                          | 23 de outubro de 2017  | Sebastián Piñera      | 40%                   | Carolina Goic          | 24%                    |                        |                        |                                |                                | 36%   |
| Cadem (Total)                          | 23 de outubro de 2017  | Sebastián Piñera      | 41%                   |                        |                        |                        |                        | Marco Enríquez-Ominami         | 23%                            | 36%   |
| Cadem (Total)                          | 23 de outubro de 2017  | Sebastián Piñera      | 39%                   |                        |                        |                        |                        | José Antonio Kast              | 14%                            | 47%   |
| Cadem (Comparecimento 48%)             | 23 de outubro de 2017  | Sebastián Piñera      | 47%                   |                        |                        | Beatriz Sánchez        | 37%                    |                                |                                | 16%   |
| Cadem (Comparecimento 48%)             | 23 de outubro de 2017  | Sebastián Piñera      | 47%                   | Alejandro Guillier     | 42%                    |                        |                        |                                |                                | 11%   |
| Cadem (Comparecimento 48%)             | 23 de outubro de 2017  | Sebastián Piñera      | 47%                   | Carolina Goic          | 31%                    |                        |                        |                                |                                | 22%   |
| Cadem (Comparecimento 48%)             | 23 de outubro de 2017  | Sebastián Piñera      | 48%                   |                        |                        |                        |                        | Marco Enríquez-Ominami         | 28%                            | 24%   |
| Cadem (Comparecimento 48%)             | 23 de outubro de 2017  | Sebastián Piñera      | 45%                   |                        |                        |                        |                        | José Antonio Kast              | 16%                            | 39%   |
| Cadem (Total)                          | 30 de outubro de 2017  | Sebastián Piñera      | 42%                   |                        |                        | Beatriz Sánchez        | 31%                    |                                |                                | 27%   |
| Cadem (Total)                          | 30 de outubro de 2017  | Sebastián Piñera      | 41%                   | Alejandro Guillier     | 33%                    |                        |                        |                                |                                | 26%   |
| Cadem (Total)                          | 30 de outubro de 2017  | Sebastián Piñera      | 41%                   | Carolina Goic          | 25%                    |                        |                        |                                |                                | 34%   |
| Cadem (Total)                          | 30 de outubro de 2017  | Sebastián Piñera      | 41%                   |                        |                        |                        |                        | Marco Enríquez-Ominami         | 25%                            | 34%   |
| Cadem (Total)                          | 30 de outubro de 2017  | Sebastián Piñera      | 41%                   |                        |                        |                        |                        | José Antonio Kast              | 16%                            | 43%   |
| Cadem (Comparecimento 50%)             | 30 de outubro de 2017  | Sebastián Piñera      | 50%                   |                        |                        | Beatriz Sánchez        | 37%                    |                                |                                | 13%   |
| Cadem (Comparecimento 50%)             | 30 de outubro de 2017  | Sebastián Piñera      | 48%                   | Alejandro Guillier     | 40%                    |                        |                        |                                |                                | 12%   |
| Cadem (Comparecimento 50%)             | 30 de outubro de 2017  | Sebastián Piñera      | 48%                   | Carolina Goic          | 32%                    |                        |                        |                                |                                | 20%   |
| Cadem (Comparecimento 50%)             | 30 de outubro de 2017  | Sebastián Piñera      | 50%                   |                        |                        |                        |                        | Marco Enríquez-Ominami         | 29%                            | 21%   |
| Cadem (Comparecimento 50%)             | 30 de outubro de 2017  | Sebastián Piñera      | 48%                   |                        |                        |                        |                        | José Antonio Kast              | 18%                            | 34%   |
| Cadem (Total)                          | 3 de novembro de 2017  | Sebastián Piñera      | 42%                   | Alejandro Guillier     | 33%                    |                        |                        |                                |                                | 25%   |
| Cadem (Total)                          | 3 de novembro de 2017  | Sebastián Piñera      | 42%                   | Carolina Goic          | 26%                    |                        |                        |                                |                                | 32%   |
| Cadem (Total)                          | 3 de novembro de 2017  | Sebastián Piñera      | 42%                   |                        |                        | Beatriz Sánchez        | 31%                    |                                |                                | 27%   |
| Cadem (Total)                          | 3 de novembro de 2017  | Sebastián Piñera      | 41%                   |                        |                        |                        |                        | Marco Enríquez-Ominami         | 25%                            | 34%   |
| Cadem (Total)                          | 3 de novembro de 2017  | Sebastián Piñera      | 41%                   |                        |                        |                        |                        | José Antonio Kast              | 16%                            | 43%   |
| Cadem (Comparecimento 49%)             | 3 de novembro de 2017  | Sebastián Piñera      | 50%                   | Alejandro Guillier     | 38%                    |                        |                        |                                |                                | 12%   |
| Cadem (Comparecimento 49%)             | 3 de novembro de 2017  | Sebastián Piñera      | 50%                   | Carolina Goic          | 31%                    |                        |                        |                                |                                | 19%   |
| Cadem (Comparecimento 49%)             | 3 de novembro de 2017  | Sebastián Piñera      | 51%                   |                        |                        | Beatriz Sánchez        | 36%                    |                                |                                | 13%   |
| Cadem (Comparecimento 49%)             | 3 de novembro de 2017  | Sebastián Piñera      | 51%                   |                        |                        |                        |                        | Marco Enríquez-Ominami         | 29%                            | 20%   |
| Cadem (Comparecimento 49%)             | 3 de novembro de 2017  | Sebastián Piñera      | 49%                   |                        |                        |                        |                        | José Antonio Kast              | 18%                            | 33%   |